# جام جهانی اسکیت سرعت ۲۰۱۷–۱۸
جام جهانی اسکیت سرعت ۲۰۱۷–۱۸ مجموعه‌ای از مسابقات بین‌المللی اسکیت سرعت بود که در طول فصل زمستان ۲۰۱۷–۱۸ برگزار شد. در این فصل تعداد رقابت‌های آخر هفته نسبت به فصل‌های پیشین کمتر بود؛ این فصل با توجه به تلاقی با بازی‌های المپیک زمستانی ۲۰۱۸، که در فوریهٔ ۲۰۱۸ در پیونگ‌چانگ کره جنوبی برگزار شد، با محدودیت‌هایی روبرو بود.

## تقویم
جزئیات تقویم برنامه‌ریزی‌شدهٔ فصل
| شماره جام جهانی | مکان          | ورزشگاه                       | تاریخ        | ۵۰۰ متر                                      | ۱٬۰۰۰ متر                                    | ۱٬۵۰۰ متر                                    | ۳٬۰۰۰ متر                                    | ۵٬۰۰۰ متر                                    | ۱۰٬۰۰۰ متر                                   | استارت دسته‌جمعی                              | تعقیبی تیمی                                  | سرعت تیمی                                    |
| --------------- | ------------- | ----------------------------- | ------------ | -------------------------------------------- | -------------------------------------------- | -------------------------------------------- | -------------------------------------------- | -------------------------------------------- | -------------------------------------------- | -------------------------------------------- | -------------------------------------------- | -------------------------------------------- |
| ۱               | هیرن‌فین       | تیالف                         | ۱۰–۱۲ نوامبر | ۲م، ۲ز                                       | م، ز                                         | م، ز                                         | ز                                            | م                                            |                                              | م، ز                                         | م، ز                                         | م، ز                                         |
| ۲               | استاوانگر     | ورزشگاه سورمارکا              | ۱۷–۱۹ نوامبر | ۲م، ۲ز                                       | م، ز                                         | م، ز                                         |                                              | ز                                            | م                                            |                                              |                                              | م، ز                                         |
| ۳               | کلگری         | پیست بیضی المپیک              | ۱–۳ دسامبر   | ۲م، ۲ز                                       | م، ز                                         | م، ز                                         | ز                                            | م                                            |                                              | م، ز                                         | م، ز                                         |                                              |
| ۴               | سالت لیک سیتی | پیست بیضی المپیک یوتا         | ۸–۱۰ دسامبر  | ۲م، ۲ز                                       | م، ز                                         | م، ز                                         | ز                                            | م                                            |                                              | م، ز                                         | م، ز                                         | م، ز                                         |
|                 | کولومنا       | مرکز اسکیت سرعت کولومنا       | ۵–۷ ژانویه   | مسابقات قهرمانی اسکیت سرعت اروپا ۲۰۱۸        | مسابقات قهرمانی اسکیت سرعت اروپا ۲۰۱۸        | مسابقات قهرمانی اسکیت سرعت اروپا ۲۰۱۸        | مسابقات قهرمانی اسکیت سرعت اروپا ۲۰۱۸        | مسابقات قهرمانی اسکیت سرعت اروپا ۲۰۱۸        | مسابقات قهرمانی اسکیت سرعت اروپا ۲۰۱۸        | مسابقات قهرمانی اسکیت سرعت اروپا ۲۰۱۸        | مسابقات قهرمانی اسکیت سرعت اروپا ۲۰۱۸        | مسابقات قهرمانی اسکیت سرعت اروپا ۲۰۱۸        |
| ۵               | ارفورت        | گوندا نیمن-استیرنمان هاله     | ۱۹–۲۱ ژانویه | ۲م، ۲ز                                       | ۲م، ۲ز                                       | م، ز                                         | ز                                            | م                                            |                                              |                                              |                                              |                                              |
|                 | پیونگ‌چانگ     | پیست بیضی گانگ‌نئونگ           | ۲–۲۵ فوریه   | بازی‌های المپیک زمستانی ۲۰۱۸                  | بازی‌های المپیک زمستانی ۲۰۱۸                  | بازی‌های المپیک زمستانی ۲۰۱۸                  | بازی‌های المپیک زمستانی ۲۰۱۸                  | بازی‌های المپیک زمستانی ۲۰۱۸                  | بازی‌های المپیک زمستانی ۲۰۱۸                  | بازی‌های المپیک زمستانی ۲۰۱۸                  | بازی‌های المپیک زمستانی ۲۰۱۸                  | بازی‌های المپیک زمستانی ۲۰۱۸                  |
|                 | چانگچون       | میدان اسکیت سرعت استانی جی‌لین | ۳–۴ مارس     | مسابقات قهرمانی جهان اسکیت سرعت اسپرینت ۲۰۱۸ | مسابقات قهرمانی جهان اسکیت سرعت اسپرینت ۲۰۱۸ | مسابقات قهرمانی جهان اسکیت سرعت اسپرینت ۲۰۱۸ | مسابقات قهرمانی جهان اسکیت سرعت اسپرینت ۲۰۱۸ | مسابقات قهرمانی جهان اسکیت سرعت اسپرینت ۲۰۱۸ | مسابقات قهرمانی جهان اسکیت سرعت اسپرینت ۲۰۱۸ | مسابقات قهرمانی جهان اسکیت سرعت اسپرینت ۲۰۱۸ | مسابقات قهرمانی جهان اسکیت سرعت اسپرینت ۲۰۱۸ | مسابقات قهرمانی جهان اسکیت سرعت اسپرینت ۲۰۱۸ |
|                 | آمستردام      | ورزشگاه المپیک                | ۹–۱۰ مارس    | مسابقات قهرمانی اسکیت سرعت سرتاسری ۲۰۱۸      | مسابقات قهرمانی اسکیت سرعت سرتاسری ۲۰۱۸      | مسابقات قهرمانی اسکیت سرعت سرتاسری ۲۰۱۸      | مسابقات قهرمانی اسکیت سرعت سرتاسری ۲۰۱۸      | مسابقات قهرمانی اسکیت سرعت سرتاسری ۲۰۱۸      | مسابقات قهرمانی اسکیت سرعت سرتاسری ۲۰۱۸      | مسابقات قهرمانی اسکیت سرعت سرتاسری ۲۰۱۸      | مسابقات قهرمانی اسکیت سرعت سرتاسری ۲۰۱۸      | مسابقات قهرمانی اسکیت سرعت سرتاسری ۲۰۱۸      |
| ۶               | مینسک         | مینسک-آرنا                    | ۱۷–۱۸ مارس   | ۲م، ۲ز                                       | م، ز                                         | م، ز                                         | ز                                            | م                                            |                                              | م، ز                                         | م، ز                                         | م، ز                                         |
| مجموع           | مجموع         | مجموع                         | مجموع        | ۱۲م، ۱۲ز                                     | ۷م، ۷ز                                       | ۶م، ۶ز                                       | ۵ز                                           | ۵م، ۱ز                                       | ۱م                                           | ۵م، ۵ز                                       | ۴م، ۴ز                                       | ۴م، ۴ز                                       |

یادداشت: مسابقه‌های ۵٬۰۰۰ متر و ۱۰٬۰۰۰ متر مردان، و مسابقه‌های ۳٬۰۰۰ متر و ۵٬۰۰۰ متر زنان، همان‌طور که با رنگ‌بندی جدول مشخص شده، در قالب یک جام برگزار شده‌اند.
علاوه بر این، دو جام ترکیبی نیز در این فصل اعدا شد: ترکیبی سرتاسری و ترکیبی اسپرینت. مسافت مسابقهٔ ترکیبی سرتاسری برابر با ۱۵۰۰ + ۵۰۰۰ متر برای مردان، و ۱۵۰۰ + ۳۰۰۰ متر برای زنان بود. مسافت‌های مسابقهٔ ترکیبی اسپرینت، هم برای مردان و هم برای زنان، برابر با ۵۰۰ + ۱۰۰۰ متر بود. مسابقات برای اهدای این جام‌ها تنها در جام جهانی ۵ در ارفورت نروژ برگزار شد.

## رتبه‌بندی مردان
| رتبه | نام                      | امتیاز |
| ---- | ------------------------ | ------ |
| ۱    | هووارد هولمفیورد لورنتزن | ۷۱۶    |
| ۲    | هاین اوترسپیر            | ۵۶۸    |
| ۳    | رونالد مولدر             | ۵۵۶    |

| رتبه | نام                      | امتیاز |
| ---- | ------------------------ | ------ |
| ۱    | بارت سوئینگز             | ۵۳۰    |
| ۲    | هووارد هولمفیورد لورنتزن | ۵۱۶    |
| ۳    | کای وربی                 | ۴۴۰    |

| رتبه | نام              | امتیاز |
| ---- | ---------------- | ------ |
| ۱    | دنیس یوشکف       | ۵۲۰    |
| ۲    | اسور لونده پدرسن | ۳۸۵    |
| ۳    | توماس کرول       | ۳۲۰    |

| رتبه | نام              | امتیاز |
| ---- | ---------------- | ------ |
| ۱    | تد جان بلومن     | ۴۸۶    |
| ۲    | اسور لونده پدرسن | ۴۴۵    |
| ۳    | اسون کرامر       | ۳۰۰    |

| رتبه | نام             | امتیاز |
| ---- | --------------- | ------ |
| ۱    | بارت سوئینگز    | ۲۳۴    |
| ۲    | آندریا جووانینی | ۲۲۶    |
| ۳    | لی سونگ-هون     | ۲۱۸    |

| رتبه | نام     | امتیاز |
| ---- | ------- | ------ |
| ۱    | نروژ    | ۳۴۵    |
| ۲    | ایتالیا | ۳۰۵    |
| ۳    | ژاپن    | ۲۸۴    |

| رتبه | نام    | امتیاز |
| ---- | ------ | ------ |
| ۱    | نروژ   | ۳۷۰    |
| ۲    | روسیه  | ۳۱۴    |
| ۳    | کانادا | ۳۰۰    |

| رتبه | نام                      | امتیاز |
| ---- | ------------------------ | ------ |
| ۱    | هووارد هولمفیورد لورنتزن | ۷۳۴    |
| ۲    | دنیس یوشکف               | ۷۱۵    |
| ۳    | اسور لونده پدرسن         | ۷۰۰    |

## رتبه‌بندی زنان
| رتبه | نام               | امتیاز |
| ---- | ----------------- | ------ |
| ۱    | ونسا هرزوگ        | ۷۹۵    |
| ۲    | کارولینا اربانووا | ۷۸۶    |
| ۳    | آنجلینا گولیکووا  | ۷۰۹    |

| رتبه | نام            | امتیاز |
| ---- | -------------- | ------ |
| ۱    | یکاترینا شیخوا | ۴۴۴    |
| ۲    | ماریت لینسترا  | ۴۲۰    |
| ۳    | هگه بکو        | ۳۹۳    |

| رتبه | نام            | امتیاز |
| ---- | -------------- | ------ |
| ۱    | میهو تاکاگی    | ۵۵۰    |
| ۲    | ماریت لینسترا  | ۳۹۰    |
| ۳    | یکاترینا شیخوا | ۲۸۱    |

| رتبه | نام             | امتیاز |
| ---- | --------------- | ------ |
| ۱    | آنتوانت دی یونگ | ۴۴۵    |
| ۲    | اوانی بلاندین   | ۴۳۹    |
| ۳    | ناتالیا ورونینا | ۳۹۱    |

| رتبه | نام                  | امتیاز |
| ---- | -------------------- | ------ |
| ۱    | فرانچسکا لویوبریجیدا | ۳۲۴    |
| ۲    | آیانو ساتو           | ۲۹۰    |
| ۳    | اوانی بلاندین        | ۲۵۷    |

| رتبه | نام   | امتیاز |
| ---- | ----- | ------ |
| ۱    | ژاپن  | ۴۵۰    |
| ۲    | آلمان | ۲۹۹    |
| ۳    | هلند  | ۲۸۰    |

| رتبه | نام   | امتیاز |
| ---- | ----- | ------ |
| ۱    | روسیه | ۳۵۰    |
| ۲    | نروژ  | ۳۴۴    |
| ۳    | هلند  | ۲۳۰    |

| رتبه | نام           | امتیاز |
| ---- | ------------- | ------ |
| ۱    | میهو تاکاگی   | ۱٬۰۴۰  |
| ۲    | ماریت لینسترا | ۷۷۰    |
| ۳    | نائو کودایرا  | ۷۰۰    |